# Loučenská hornatina
Loučenská hornatina je jeden ze dvou geomorfologických podcelků Krušných hor. Její severní hranice sleduje hranici s Německem, na jihu je oddělena od prostoru Podkrušnohorských pánví tzv. Krušnohorským zlomem. Na západě hraničí s Klínoveckou hornatinou, přibližně v linii Perštejn – České Hamry a na východě končí Nakléřovským průsmykem, který ji odděluje od Děčínské vrchoviny.
Zatímco jižní svahy pokrývají především zachovalé bučiny, smrkové porosty na hřebenu vinou neúnosného emisního zatížení z elektráren v podhůří většinou odumřely. Nyní probíhá jejich nákladná obnova. Důležitou složku zdejší přírody tvoří rašeliniště vrchovištního typu (např. NPR Novodomské rašeliniště).

## Vrcholy
Pro Loučenskou hornatinu je charakteristické, že žádný z vrcholů nepřesahuje 1000 m n. m. Nejvyšším vrcholem je Jelení hora (993 m), ale pojmenována byla podle Loučné (956 m). Další významné body: Medvědí skála (923 m), Jedlová (853 m), Střelná (868 m), Stropník (856 m), Bouřňák (869 m), Pramenáč (910 m), Komáří hůrka (808 m) a Špičák u Krásného Lesa (723 m). Celá hornatina má podobu náhorní plošiny, nad níž vystupují ojedinělé vrcholy, a od pánve je oddělená výrazným svahem, dosahujícím místy až 500 metrového převýšení.

## Geomorfologické členění
Loučenská hornatina (v členění Jaromíra Demka označená jako IIIA-2B) se dělí na okrsky pojmenované podle sídelních útvarů:
1. Přísečnická hornatina
2. Rudolická hornatina
3. Novoveská vrchovina
4. Flájská hornatina
5. Cínovecká hornatina
6. Nakléřovská vrchovina
7. Bolebořská vrchovina

Podrobné dělení včetně podokrsků je vidět v následující tabulce:
| Geomorfologické členění Krušných hor                                                 | Geomorfologické členění Krušných hor | Geomorfologické členění Krušných hor |
| ------------------------------------------------------------------------------------ | ------------------------------------ | --- |
| ČESKÁ VYSOČINA • Krušnohorská subprovincie • Krušnohorská hornatina                  |                                      | |
| KLÍNOVECKÁ HORNATINA                                                                 | Přebuzská hornatina                  | Rolavská vrchovina (Jeřábí vrch, 965 m) Kraslická hornatina (Špičák, 995 m) Hamerská hornatina (Tisovský vrch, 977 m) Zaječická hornatina (Zaječí vrch, 1009 m)                                |
| KLÍNOVECKÁ HORNATINA                                                                 | Jáchymovská hornatina                | Božídarská hornatina (Tetřeví hora, 1007 m) Abertamská hornatina (Božídarský Špičák, 1116 m) Vykmanovská hornatina (Klínovec, 1244 m) Českohamerská hornatina (Hájský kopec, 989 m)            |
| KLÍNOVECKÁ HORNATINA                                                                 | Jindřichovická vrchovina             | Bublavská vrchovina (Počátecký vrch, 819 m) Olovská vrchovina (Vysoká Jedle, 735 m) Nejdecká vrchovina (Jedlovník, 720 m)                                                                      |
| KLÍNOVECKÁ HORNATINA                                                                 | Krajkovská pahorkatina               | nečlení se (K Rozhledně, 625 m) |
| LOUČENSKÁ HORNATINA                                                                  | Přísečnická hornatina                | Vejprtská vrchovina (Velký Špičák, 965 m) Jelenohorská vrchovina (Jelení hora, 993 m) Přísečnická kotlina (835 m) Měděnecká hornatina (Mědník, 910 m) Novodomská hornatina (bezejmenný, 852 m) |
| LOUČENSKÁ HORNATINA                                                                  | Rudolická hornatina                  | Načetínská vrchovina (Čihadlo, 842 m) Brandovská vrchovina (Kamenný vrch, 842 m) Mezihořská hornatina (Medvědí skála, 923 m)                                                                   |
| LOUČENSKÁ HORNATINA                                                                  | Novoveská hornatina                  | nečlení se (Mračný vrch, 852 m) |
| LOUČENSKÁ HORNATINA                                                                  | Flájská hornatina                    | Moldavská vrchovina (Jestřabí vrch, 878 m) Mezibořská hornatina (Loučná, 956 m) Novoměstská hornatina (Vlčí hora, 892 m)                                                                       |
| LOUČENSKÁ HORNATINA                                                                  | Cínovecká hornatina                  | nečlení se (Pramenáč, 910 m) |
| LOUČENSKÁ HORNATINA                                                                  | Nakléřovská hornatina                | Telnická hornatina (Rudný vrch, 796 m) Petrovická vrchovina (Špičák, 723 m) |
| LOUČENSKÁ HORNATINA                                                                  | Bolebořská vrchovina                 | Místecká vrchovina (Pavlovský Špičák, 695 m) Březenecká vrchovina (Jedlina, 677 m) |
| PROVINCIE • Subprovincie • Oblast / Celek / PODCELEK • Okrsek • Podokrsek • (vrchol) |                                      | |